# Phenylquecksilberacetat
Phenylquecksilberacetat ist eine chemische Verbindung aus der Gruppe der quecksilberorganischen Verbindungen.

## Gewinnung und Darstellung
Phenylquecksilberacetat kann durch Reaktion von Quecksilber(II)-oxid mit Benzol und Eisessig unter Bortrifluorid-Katalyse gewonnen werden.

## Eigenschaften
Phenylquecksilberacetat ist ein brennbarer, schwer entzündbarer, kristalliner, beiger, geruchloser Feststoff, der schwer löslich in Wasser ist. Er zersetzt sich bei Erhitzung über 147–150 °C.
Der C–Hg–O-Bindungswinkel beträgt laut quantenmechanischen Berechnungen rund 174°, ist also fast linear.

## Verwendung
Phenylquecksilberacetat dient als Konservierungsmittel für Farbkonserven, kosmetische Mittel und Arzneimittel. Kosmetisch ist es in der EU nur in am Auge anzuwendenden Mitteln – in Konzentrationen bis 0,007 % Quecksilber, allein oder in Kombination mit anderen zugelassenen Quecksilberverbindungen – zur Konservierung zulässig, auch in anderen Ländern ist die kosmetische Verwendung beschränkt. Die Verwendung als Haut- und Wunddesinfektionsmittel (z. B. Merfen-Orange N) ist nicht mehr gebräuchlich. Die Verwendung in vaginalen Gels oder Schäumen als Spermizid ist heute obsolet. Es wirkt als Katalysator in Polyurethansystemen. Es wird auch als Katalysator in den flexiblen Polyurethan-Böden der Marke 3M Tartan verwendet, die in Schulsporthallen üblich waren. Es wirkt als Antitranspirant, wenn es auf die Blätter der Pflanzen aufgetragen wird.
Phenylquecksilberacetat wurde als Quecksilberbeize zum Beizen von Saatgut verwendet.